# Kolejka w Jaskini Nowoatońskiej

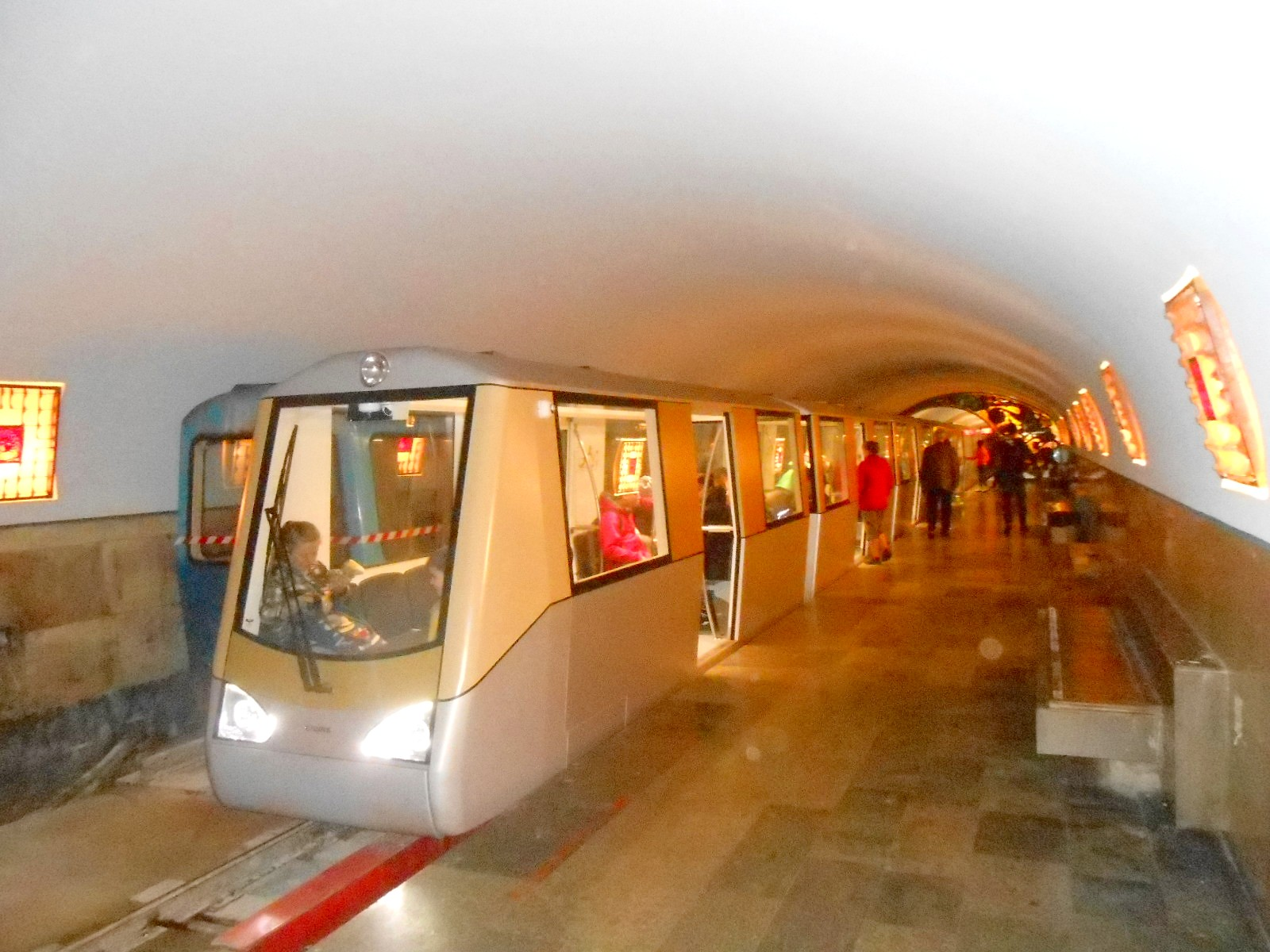
Stacja kolejki

Kolejka w Jaskini Nowoatońskiej – podziemny system transportu, przeznaczony do przewozów turystycznych w obrębie kompleksu Jaskini Nowoatońskiej w Abchazji. Bywa zaliczana do metra.
Kolejkę budowało w latach 1965–1975 przedsiębiorstwo Tbiltonnielstroj pod kierunkiem G. Dżakeli. Otwarta została 4 lipca 1975.
Trasa turystyczna ma 1291 metrów i trzy stacje. Wrota Wejściowe to stacja początkowa. Stacja Komora Apsny (inaczej Abchazja) znajduje się 816 metrów dalej, a stacja Komora Anakopia (dawniej: Tbilisi), która jest stacją końcową – 475 metrów za drugą. Zdecydowano się na rozdzielenie elektrowozowni od stacji warsztatowo-technicznej. Ta pierwsza jest przed stacją początkową, a zjazd do drugiej znajduje się przed drugą stacją pasażerską. Łączna długość wszystkich torów i rozjazdów wynosi około 2000 metrów.
Kolejka jest jednotorowa, zelektryfikowana. Tor położono na drewnianych podkładach. Tor ma rozstaw 914 milimetrów. Napięcie sieci wynosi 300 V. Tunel kolejki, o szerokości około 2,5 m, wyłożony jest w większości żelbetonowymi blokami. Skład rozwija prędkość do 30 km/h.
Kolejka pracuje w czasie sezonu turystycznego, od maja do października. Przewozi około 700 tysięcy turystów w sezonie.

## Składy
Pierwszy skład złożony był z wagonów górniczych. Obecnie eksploatowany jest jedyny w swoim rodzaju, wykonany na specjalne zamówienie w Rydze skład Turist złożony z wagonu motorniczego (bez miejsc pasażerskich), 1 wagonu głównego i czterech dodatkowych. Łącznie skład ma 90 miejsc pasażerskich. Skład przeszedł remont generalny w 2005 w Moskwie.